# ناحیه ایگل هاربر، میشیگان
ناحیه ایگل هاربر (به انگلیسی: Eagle Harbor Township) یک منطقهٔ مسکونی در ایالات متحده آمریکا است که در Keweenaw County واقع شده‌است.
 ناحیه ایگل هاربر  ۲۱۷ نفر جمعیت دارد و ۱۸۳ متر بالاتر از سطح دریا واقع شده‌است.